# Wolfram Köhler (Journalist)
Wolfram Köhler (geboren 1924 in Wüstegiersdorf; gestorben 28. Juli 1999) war ein deutscher Journalist.

## Leben
Wolfram Köhler war Sohn eines Studienrats und besuchte die Schule in Freiburg in Niederschlesien. Nach dem Abitur 1942 wurde er Soldat im Zweiten Weltkrieg. Nach Kriegsende blieb er in Westdeutschland und absolvierte 1946/47 ein Zeitungsvolontariat bei der Hamburger Tageszeitung Die Welt in Essen und blieb dort bis 1948, zuletzt als Redakteur. Ab dem Wintersemester 1948 studierte Köhler Geschichte, Philosophie und Kunstgeschichte an der Universität Bonn. Er wurde 1953 mit der Dissertation Franz Wilhelm von Spiegel zum Diesenberg als kurkölnischer Hofkammerpräsident (1786-1802)  bei Max Braubach promoviert. 1953/54 arbeitete er als Redakteur der  Neuen Rhein/Ruhr Zeitung und danach bis 1961 wieder für Die Welt als Büroleiter in Düsseldorf. Die nächsten Jahre war er als Korrespondent für Die Welt in Wien und danach ab 1967 freier Journalist und Korrespondent in Paris.
Köhler wechselte 1970 zum Rundfunk und leitete von 1971 bis 1981 das Hörfunkstudio des Westdeutschen Rundfunks in der nordrheinwestfälischen Hauptstadt Düsseldorf. Ab 1981 bis 1987 war er Direktor des Funkhauses Hannover des NDR und Chef von 450 Mitarbeitern.
Köhler publizierte mehrere Bücher zur Geschichte des Bundeslandes Nordrhein-Westfalen sowie zur Geschichte des Rundfunks. Im Jahr 1994 wurde er zum Honorarprofessor an der Universität Düsseldorf ernannt.

## Schriften (Auswahl)
- Das Land aus dem Schmelztiegel. Die Entstehungsgeschichte Nordrhein-Westfalens. Düsseldorf : Droste, 1961
- Der Chefredakteur Theodor Wolff. Ein Leben in Europa, 1868–1943. Droste, Düsseldorf 1978
- Annahme verweigert. Das Volksbegehren gegen die Kooperative Schule in Nordrhein-Westfalen. Düsseldorf : Droste, 1978
- (Hrsg.): Das Funkhaus Hannover. Beiträge zur Geschichte des Rundfunks in Niedersachsen. Hannover: Schlütersche Verlagsgesellschaft, 1987
- (Hrsg.): Der NDR. Zwischen Programm und Politik; Beiträge zu seiner Geschichte. Hannover : Schlüter, 1991
- (Hrsg.): Nordrhein-Westfalen. Fünfzig Jahre später ; 1946–1996. Essen : Klartext, 1996
- (Hrsg.): Ernst Gnoß – Widerstand und Wiederaufbau. Der erste Präsident des Landtags Nordrhein-Westfalen. Düsseldorf : Landtag Nordrhein-Westfalen, 1999